# XVIII Sonata fortepianowa (KV 576)
XVIII sonata fortepianowa D-dur (KV 576) – sonata na fortepian skomponowana przez Wolfganga Amadeusa Mozarta w 1789 dla Fryderyki Ludwiki Hohenzollern, opublikowana po śmierci kompozytora.

## Budowa
Utwór składa się z trzech części:
1. Allegro – z tematem głównym o charakterze militarnym oraz tematem pobocznym w tonacji A-dur; temat główny powtórzony w tonacji B-dur[2]
2. Adagio – z melodyką figuracyjną; w tonacji A-dur[2]
3. Allegretto – w formie ronda o żywym, wirtuozowskim charakterze; z melodyką figuracyjną z cechami polirytmii i imitacji[2]

Czas trwania utworu wynosi ok. 15 minut.